# Música de Sahara Occidental

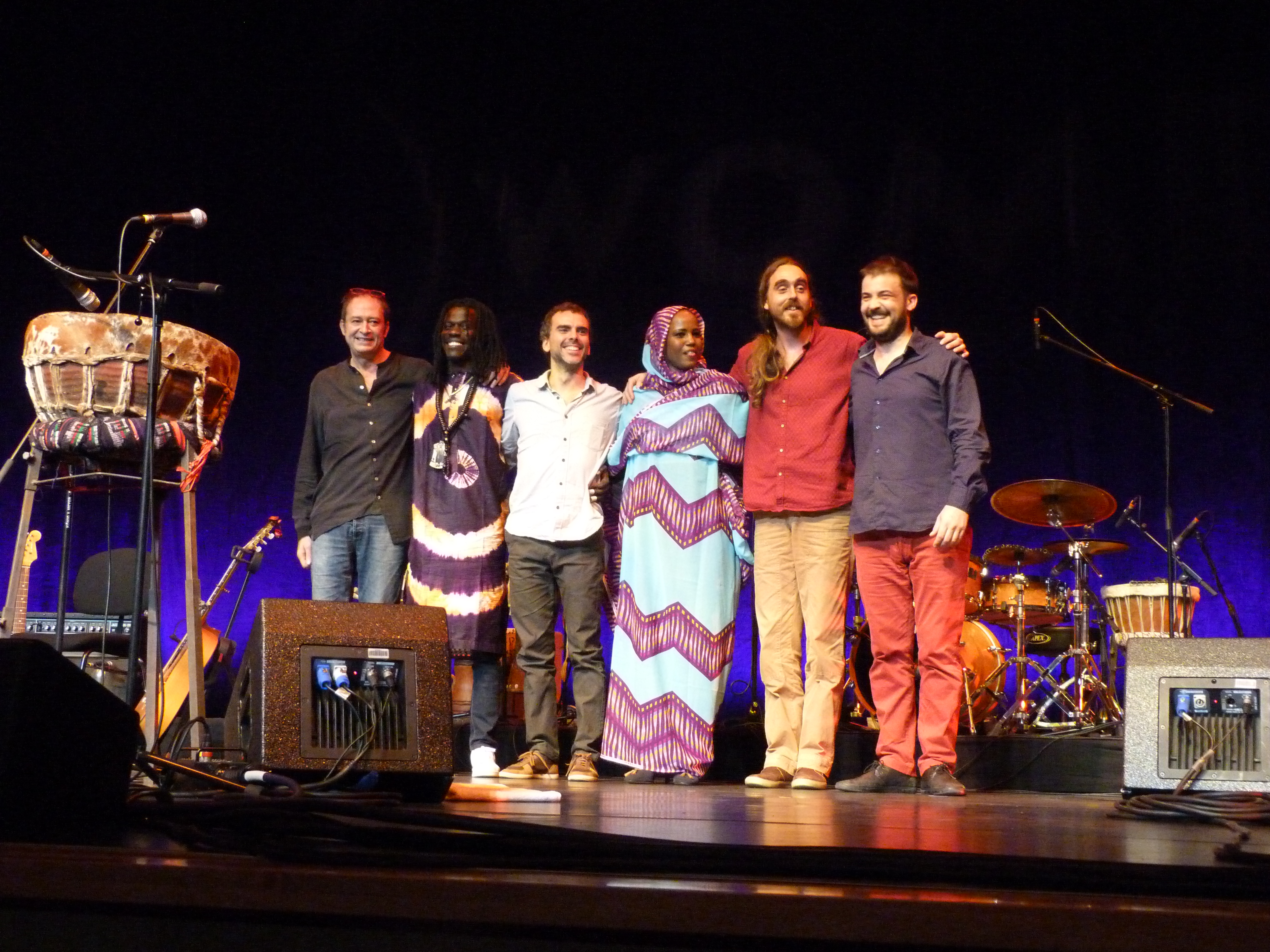
Aziza Brahim y Gulili Mankoo - WOMEX 2015 (Feria Internacional de Música del Mundo)

Se denomina música saharaui a la música tradicional de Sahara Occidental. Se trata de una variedad de música popular africana que tiene elementos en común con las tradiciones musicales vecinas del Magreb y el África Occidental, como las de Mauritania y el sur de Marruecos.
Los instrumentos musicales de la música tradicional son el tbal, de percusión y el instrumento de cuerda llamado tidinit, que ha sido reemplazado por la guitarra eléctrica.
Los músicos más populares, adscritos a la causa de la RASD, residen fundamentalmente en Dakar (Senegal). Entre su producción, se puede señalar Polisario vencerá (1982), grabado en vivo en Barcelona, del grupo Mártir Luali. Además, en España existe el sello discográfico Nubenegra de música del mundo para la producción musical de artistas que apoyan a la RASD como Sahrauis: The Music of the Western Sahara.
En cuanto a los artistas más representativos de la temática tradicional nómada se puede señalar a Mariem Hassan. Otros artistas representativos son Aziza Brahim, o la mauritana Malouma. 